# Barbara Donald
Pour les articles homonymes, voir Donald.
Barbara Kay Donald est une trompettiste de jazz américaine et chef d'orchestre. Elle est née le 2 septembre 1942 à Minneapolis dans l'état du Minnesota et décédée le 23 mars 2013 à Olympia dans l'état de Washington. 
Barbara Donald commence à jouer de la trompette à l'âge de huit ans dans le Minnesota. Sa famille déménage en Californie alors qu'elle est adolescente. À partir du début des années 1960, elle commence à faire des tournées avec des ensembles de Rhythm and blues et de jazz aux États-Unis. Elle joue avec John Coltrane, Stanley Cowell, Richard Davis, Dexter Gordon, Roland Kirk, le Prince Lasha et Sonny Simmons. En 1964, Barbara Donald et Simmons se marient ; l'un de leurs enfants, Zarak Simmons, est devient percussionniste. À partir de la fin des années 1970, alors qu'elle vit dans l'état de Washington,  elle commence à enregistrer avec ses propres ensembles pour le label Cadence Jazz . Son sideman à l'époque comprenait son fils Zarak Simmons et Ron Burton . 
Après une série d'accidents vasculaires cérébraux, Barbara Donald ne peut plus se produire sur scène.  
En 1998 elle se retire dans un établissement de soins de longue durée à Olympia, dans l'État de Washington, jusqu'à sa mort en 2013. 